# Mlle Bocquet
Mlle Bocquet, död efter 1661, var en fransk kompositör, lutspelare och salongsvärd.
Hennes fullständiga namn är obekräftat och hon har kallats både Anne Bocquet och Marguerite Bocquet. Mellan 1653 och 1659 stod hon värd för en litterär salong i Paris tillsammans med Madeleine de Scudéry och hade kontakt med medlemmar ur Franska akademien.
Hon var känd som en skicklig lutspelare, och hennes kompositioner utgavs under samtiden i både Frankrike, Tyskland och England. 
Verk
- M. Rollin and A. Souris. Ouvres des Bocquet Paris, 1972.
- Stéphanie Félicité comtesse de Genlis, Mémoires inédits de madame la comtesse de Genlis, Paris et Londres, Colburn, 1825.
- A. Ahmadzadeh, Mlle Bocquet, Iranmusicology, 2022.